# I cannibali (film 1988)
I cannibali (Os canibais) è un film del 1988 diretto da Manoel de Oliveira, presentato in concorso al 41º Festival di Cannes.

## Storia
"I cannibali" è un film opera, ossia un film cantato e non recitato. Il film nacque per iniziativa di João Paes, l'autore della musica, il quale sfidò Manoel de Oliveira a girare un film con la musica già composta; de Oliveira accettò la sfida riservandosi la scelta del soggetto. Questo fu tratto dal racconto I cannibali di un autore portoghese del XIX secolo fino ad allora poco noto, Álvaro do Carvalhal (1844-1868).
Il film venne presentato al Festival di Cannes 1988. Pur non vincendo il primo premio ottenne un grande successo di critica; non ebbe invece successo presso il pubblico che lamentò una certa lentezza nella prima parte del film.
Il film segnò l'esordio di Leonor Silveira, in seguito attrice nella maggior parte dei film di de Oliveira.

## Trama
La vicenda è ambientata in Portogallo nei primi anni del XIX secolo. La giovane e bella Margarida si innamora del Visconte de Avelede e, a una festa, gli dichiara il suo amore. Margarida è amata anche da Don João (Don Giovanni) il quale, rifiutato dalla fanciulla, giura vendetta contro il visconte. Sebbene il visconte ammonisca Margarida di poter essere depositario di uno spaventoso segreto, la fanciulla riesce a farsi sposare.
La prima notte di nozze viene svelato l'orribile segreto: tranne la testa e il muscolo cardiaco, il corpo del visconte, gli organi, i visceri, gli arti, ecc. sono costituiti da protesi meccaniche. Sconvolta, Margarida si uccide gettandosi dalla finestra, seguita dal Visconte che si getta volontariamente nel fuoco del camino; testimone del dramma è Don João, che si era nascosto con l'intento di uccidere il visconte.
L'indomani giungono al palazzo del visconte il padre e i fratelli della sposa. Vedono nel camino della carne arrosto, ritengono che si tratti di un manicaretto e la mangiano. Si sente un colpo di fucile: Don João si è sparato accanto al cadavere di Margarida. All'arrivo dei parenti di Margarida Don João fa in tempo a raccontare l'accaduto. Sgomenti per la tragedia e per il fiero pasto, i parenti di Margarita ritengono in un primo tempo sia opportuno che anch'essi si suicidino. Ma soprassiedono con entusiasmo quando uno dei fratelli, un magistrato, ricorda che ormai sono gli unici eredi dei beni del visconte.

## Critica
Maurizio Porro in un articolo apparso sul Corriere della sera dell'estate del 1989 fa un riferimento a Luis Buñuel, «ineguagliabile (...) genio». «Come tutti i registi che hanno continuato a farsi onore anche nella terza età, come per Buñuel, per esempio, il cui fantasma aleggia non casualmente nei dintorni di questo strano musical, anche l'81enne Manoel de Oliveira, padre e padrone del cinema portoghese, ha la chiave di un suo mondo e di un suo stile».
A proposito dell'opera complessiva del regista portoghese e è stato scritto di «echi buñueliani (...) apparenti» essendo stati rilevate anche altre derivazioni da Bergman e Dreyer.
Per quanto riguarda i generi, in una monografia dedicata a Manoel de Oliveira, si legge: «Il regista (...) costruisce un'opera spiazzante anche per il genere stesso cui appartiene, e per i bruschi cambiamenti di registro presenti. (...) mescola (...) il melodramma sentimentale e l'horror, il grottesco e il burlesco».

## Riconoscimenti
- European Film Awards 1988
  - Candidatura all'European Film Award per il miglior regista a Manoel de Oliveira
  - Candidatura all'European Film Award per la miglior sceneggiatura a Manoel de Oliveira
  - Candidatura all'European Film Award per la miglior fotografia a Mario Barroso
- Mostra Internacional de Cinema de São Paulo
  - Prémio Especial da Crítica a Manoel de Oliveira